# Jean-Philippe Toussaint
Jean-Philippe Toussaint (Bruselas, 29 de noviembre de 1957) es un escritor y cineasta belga de lengua francesa.  

## Biografía
Se licenció en el Instituto de Estudios Políticos de París en 1978 y posee un doctorado en historia contemporánea. Es autor de nueve novelas, todas publicadas en la prestigiosa editorial francesa Les Éditions de Minuit, que se caracterizan por un estilo minimalista y en las que los personajes y las cosas no tienen más significado que el suyo propio. 
En 2005, obtuvo el Premio Médicis por Fuir. Sus novelas han sido traducidas a más de veinte idiomas entre los que se encuentran el castellano, el gallego y el catalán. Además de escritor, Jean-Philippe Toussaint es director y guionista de cine y fotógrafo.

## Premios y reconocimientos
- Premio André-Cavens 1990 a la mejor película belga por Monsieur (Unión de Críticos de Cine, Bélgica)
- Premio Victor Rossel 1997 pour La televisión
- Premio Médicis 2005 por Fuir
- Prix Décembre 2009 por La verdad sobre Marie
- Premio Trienal de Novela 2013 por La verdad sobre Marie (Fédération Wallonie-Bruxelles)

## Obras
- La Salle de bain, 1985 — El cuarto de baño, Anagrama, trad.: Javier Albiñana; Barcelona, 1987; ISBN 84-339-3106-7
- Monsieur, 1986 — Monsieur, trad.: Rosa Alapont; Anagrama, Barcelona, 1990; ISBN  84-339-3193-8
- L'appareil-photo1988 — La cámara fotográfica, trad.: Javier Albiñana; Anagrama, Barcelona, 1989; ISBN 84-339-3170-9
- La Réticence, 1991
- La Télévision, 1997 — La televisión, trad.: Josep Escué; Anagrama, Barcelona, 1999; ISBN 84-339-0896-0
- Autoportrait (à l'étranger), 1999, antología de relatos más o menos autobiográficos — Autorretrato (en el extranjero), trad.: Magali Sequera; Chancacazo, 2014
- Faire l'Amour, 2002
- Fuir, 2005
- La Mélancolie de Zidane , 2006), relato
- La Vérité sur Marie, 2009 — La verdad sobre Marie, trad.: Javier Albiñana; Anagrama, Barcelona, 2012; ISBN 978-84-339-7841-7
- L'Urgence et la Patience (Éditions de Minuit, 2012), antología de textos sobre la literatura.
- La Main et le Regard (Le Passage et Louvre éditions, 2012), catálogo de su exposición "Livre/Louvre".
- Échecs (Jean-Philippe Toussaint Archives, 2012), publicación digital de su primera novela inédita.
- Nue (Éditions de Minuit, 2013)
- Football (Éditions de Minuit, 2015)

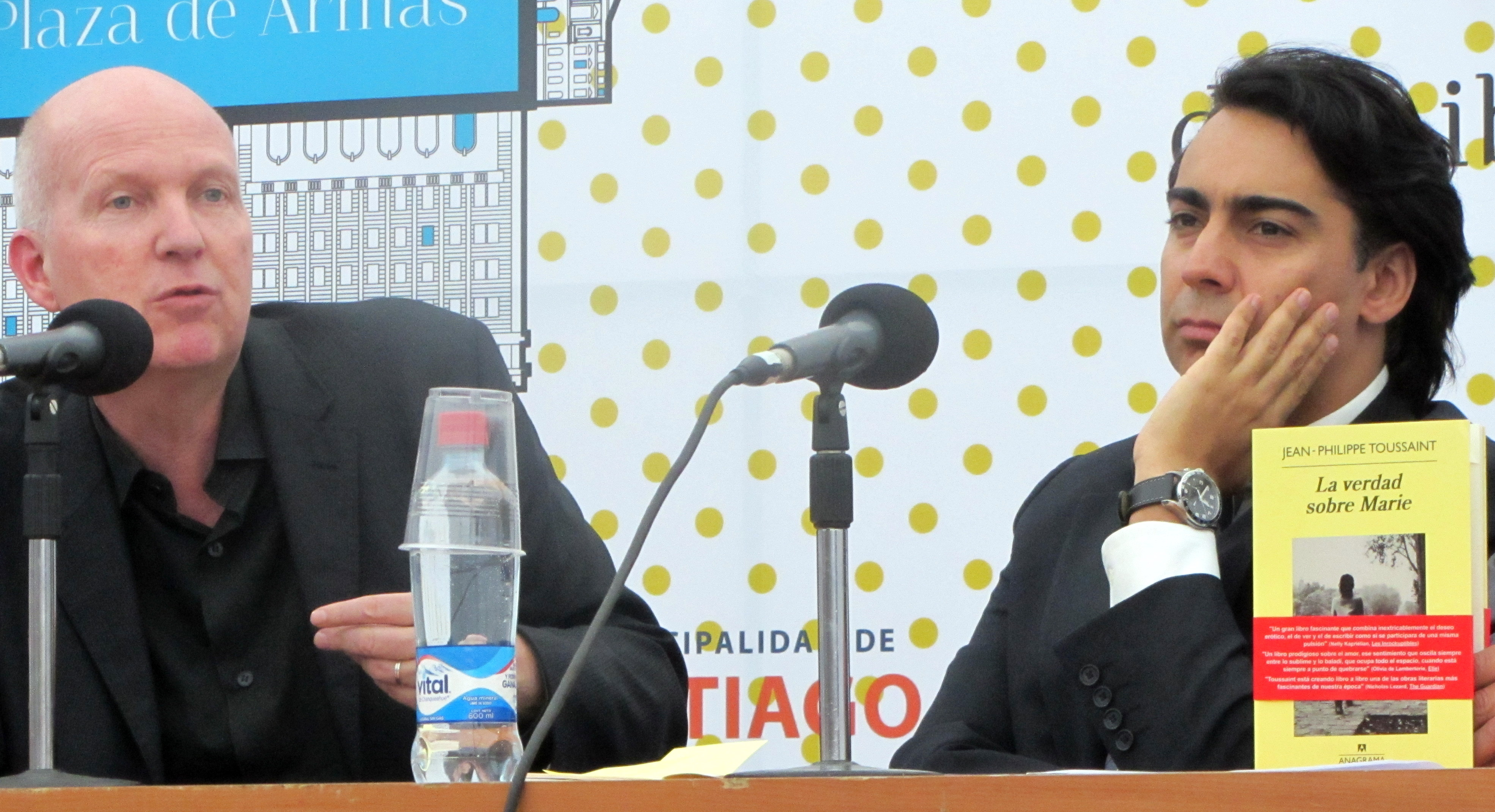
Toussaint con el político chileno Marco Enríquez-Ominami; Fiesta del Libro de la Plaza de Armas de Santiago, 2013

## Filmografía
| Año  | Película                                                                      |
| ---- | ----------------------------------------------------------------------------- |
| 1998 | La Patinoire (director y guionista)                                           |
| 1994 | Berlin 10h46´ (director, en colaboración con Torsten Fischer)                 |
| 1992 | La Sévillane (director y guionista, adaptación de su novela L'appareil-photo) |
| 1990 | Monsieur (director y guionista, adaptación de su novela homónima)             |
| 1989 | La Salle de bain de John Lvoff (guionista, adaptación de su novela homónima)  |